# Prosopistomatidae
Prosopistomatidae este o familie de efemeroptere. Există un gen existent, Prosopistoma, cu câteva zeci de specii găsite în Afro-Eurasia și Oceania. Sunt cunoscute pentru larvele lor neobișnuite în formă de cărăbuș, care trăiesc sub stânci și pietre de-a lungul cursului inferior al râurilor, cu pietriș. Ecologia lor nu este clară, dar sunt probabil carnivore. Sunt strâns înrudite cu Baetiscidae⁠(d), ambele familii fiind plasate în Carapacea.

## Genuri
Aceste patru genuri fac parte din familia Prosopistomatidae:
- Prosopistoma Latreille, 1833
- † Proximicorneus Lin et al., 2017 Chihlimbar birmanez, Myanmar, Cretacicul târziu (Cenomanian⁠(d))